# Kutry hydrograficzne projektu 4234
Kutry hydrograficzne projektu 4234 – seria dwóch polskich pomocniczych jednostek pływających – kutrów hydrograficznych, zbudowanych w Stoczni Wisła w Gdańsku dla Marynarki Wojennej.

## Historia
W latach siedemdziesiątych XX wieku rozpoczęto prace nad wprowadzeniem do służby nowych typów pomocniczych jednostek pływających, których to rozpoczęcie wymusiło rozwój floty, przez co wzrosło zapotrzebowanie na małe jednostki zdolne do transportu ładunków i ludzi na terenach portów wojennych i red. Używana wówczas flota czterech kutrów transportowo-pasażerskich projektu Pr-3 okazała się być niewystarczająca. W połowie lat osiemdziesiątych XX wieku w centrum badawczym Navicentrum opracowano na bazie jednostek projektów B447 i B574, kutry proj. 4142.
W 1989 roku wycofano z eksploatacji kutry K-15 oraz K-16 i motorówkę M-13. Aby utrzymać możliwości prowadzenia pomiarów przez ośrodki hydrograficzne Marynarki Wojennej zdecydowano się zbudować w oparciu o kutry proj. 4142, dwie nowe jednostki. Zbudowane zostały w Gdańskiej Stoczni Wisła w latach 1988–1989. Kutry projektu 4234 wprowadzono kolejno 6 lutego i 25 września 1989 roku do Dywizjonu Zabezpieczenia Hydrograficznego Marynarki Wojennej. Otrzymały one nazwy K-4 oraz K-10.
| Zestawienie kutrów hydrograficznych projektu 4234 | Zestawienie kutrów hydrograficznych projektu 4234 | Zestawienie kutrów hydrograficznych projektu 4234 | Zestawienie kutrów hydrograficznych projektu 4234 |
| Nazwa                                             | Wejście do służby                                 | Przynależność                                     | Port macierzysty                                  |
| ------------------------------------------------- | ------------------------------------------------- | ------------------------------------------------- | ------------------------------------------------- |
| K-4                                               | 6 lutego 1989                                     | Dywizjon Zabezpieczenia Hydrograficznego          | Gdynia                                            |
| K-10                                              | 25 września 1989                                  | Dywizjon Zabezpieczenia Hydrograficznego          | Gdynia                                            |

## Konstrukcja
Kutry projektu 4234 są pomocniczymi jednostkami pływającymi o długości całkowitej wynoszącej 18,88 m, szerokości 4,4 m oraz zanurzeniu 1,5 m. Wyporność pełna wynosi 45 ton. Konstrukcja kadłuba stanowi rozwinięcie starszych jednostek projektów B447, B574. Kutry hydrograficzne proj. 4234 opracowano na bazie kutrów transportowo-pasażerskich projektu 4142. W odróżnieniu od pierwowzorów w wypadku kutrów proj. 4142 i 4234 zastosowano inny układ napędowy. Jednostki proj. 4234 mają w części dziobowej pomieszczenia mieszkalne dla załogi. Na śródokręciu znajduje się siłownia natomiast w części rufowej znajduje się obszerna ładownia. W odróżnieniu od pierwowzoru mają one krótszą pokładówkę. Kutry te mają na swoich pokładach bom o udźwigu 0,5 tony oraz dwutonową wciągarkę. Załoga liczy 8 osób.
Napęd stanowi jeden silnik wysokoprężny SDm6 Delfin o mocy 165 KM przy 2000 obr./min. Silnik ten napędza przekładnię redukcyjno-nawrotową oraz pojedynczy wał napędowy z jedną śrubą napędową. Kutry te posiadają jedną płetwę sterową. Energię elektryczną na jednostkach zapewnia zespół prądotwórczy ZE266/53 składający się z silnika Diesla SW266/E53 o mocy 46,5 KM i prądnicy prądu przemiennego. 

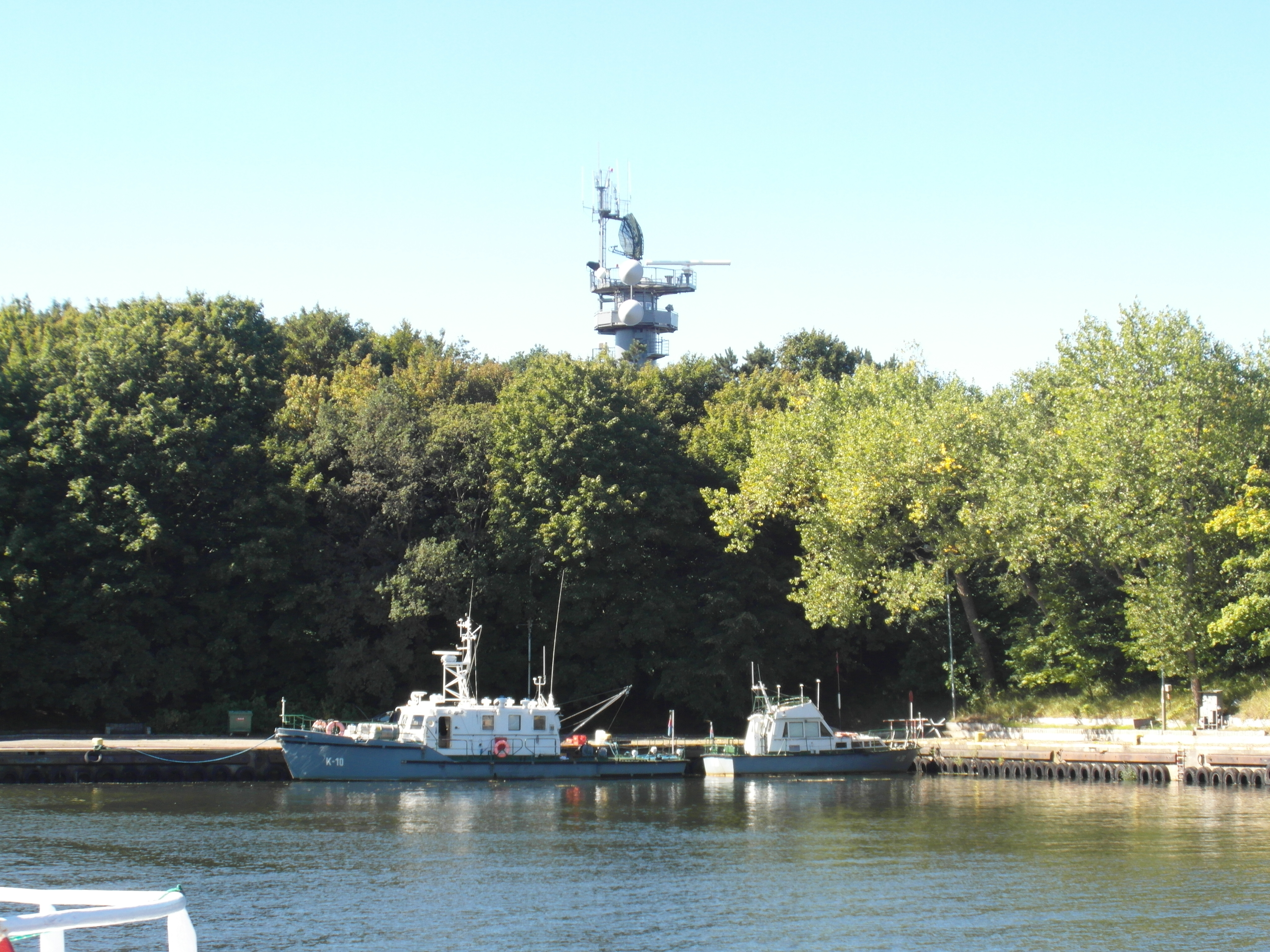
Kuter K-10 w towarzystwie motorówki hydrograficznej projektu MH111 w porcie w Kołobrzegu

Na wyposażenie elektroniczne jednostek (stan na 1995 rok) składał się radar nawigacyjny SRN-207A, radiostacja UKF R-619 oraz radiotelefon FM-309/2. Na wyposażenie hydrograficzne składa się natomiast z echosondy DESO 20 i SP 4511 oraz odbiornika radionawigacyjnego Hals. Okręty te nie posiadają uzbrojenia.